# 니클라스 헬레니우스
니클라스 헬레니우스 옌센(Nicklas Helenius Jensen, 1991년 5월 8일 ~)는 덴마크의 축구 선수로, 현재 실케보르 IF에서 스트라이커로 활동하고 있다.